# Фермопилы (клипер)
«Фермопилы» (англ. Thermopylae) — один из парусных клиперов, построенный в 1868 году судостроителем Уолтером Худом (Walter Hood & Co) на верфи шотландского города Абердин по заказу Абердинского филиала компании «Уайт Стар Лайн». Автор проекта — лондонский инженер Бернард Веймут.
Золотая носовая фигура корабля изображала Героя сражения при Фермопилах, царя спартанцев Леонида.
Британский художник Монтегю Доусон (1895—1973) запечатлел клипер на одной из своих работ «Несущийся вперед — легендарный клипер „Фермопилы“ под полным парусом»

## Конструкция

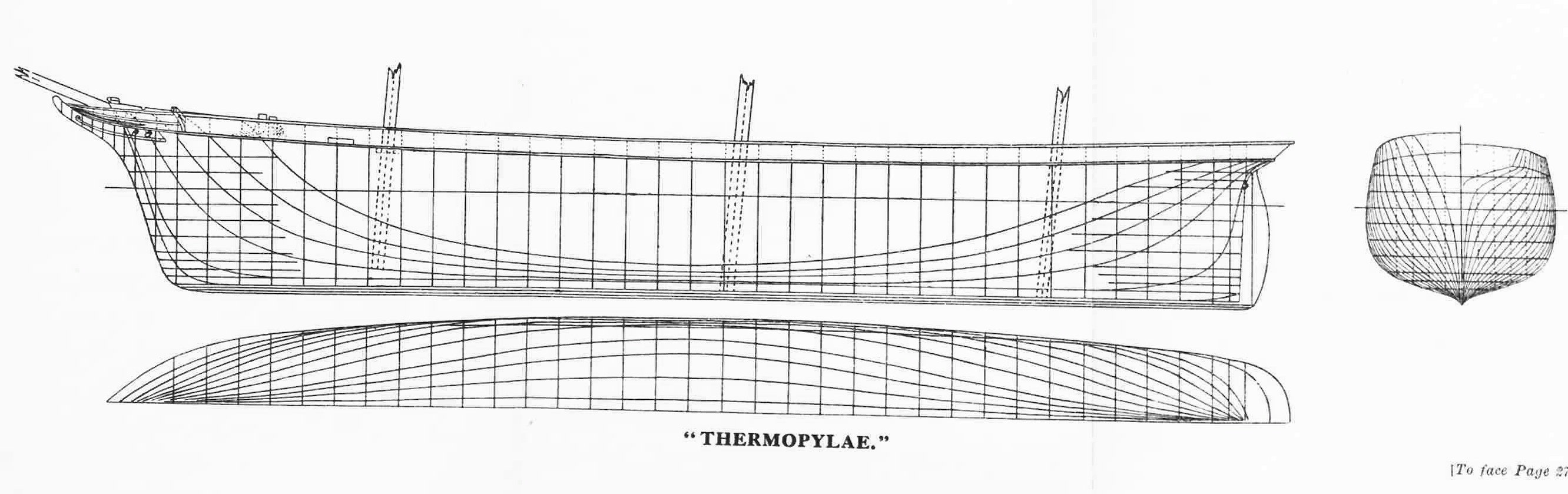
Линии корпуса «Фермопил»

Размеры: 212 футов × 36 футов × 20 футов 9 дюймов (64,7 м × 11,0 м × 6,4 м).
Тоннаж — 991 регистровых гросс-тонн, 948 регистровых нетто-тонн и 927 тонн под палубой.
Подпалубный коэффициент — 0,58.

## Вооружение
Парусное вооружение — корабль, дополнительно нес лиселя, выставляемые на лисель-спиртах побортно от прямых парусов. Особенностью корабля была его способность ловить самый малый ветер. По словам английского историка и знатока парусного флота Бэйзила Лаббока, «Фермопилы» развивал 7 узлов, когда по его палубе можно было ходить с зажжённой свечой.

## Достижения
Клипер «Фермопилы» входил в число самых известных морских «ходоков». Он разрабатывался для обеспечения торговли скоропортящимися либо особо ценными товарами. Перевозил шерсть из Австралии или чай из Китая. Установил рекорд скорости в своё первое плавание в Мельбурн — 63 дня, рекорд для парусных судов в 1868—1871 годах, не побитый до сих пор.
Кроме того, в активе клипера «Фермопилы» есть ещё два достижения: переход из Мельбурна в Шанхай за 28 дней и переход из Шанхая в Лондон за 91 день.

## Служба
В 1872 году «Фермопилы» соревновался с «Катти Сарк» на обратном пути из Шанхая в Лондон и выиграл у него 7 дней, после того как «Катти Сарк» потерял рулевое перо.
С 1882 года «Фермопилы» обеспечивал торговлю шерстью на австралийских линиях.
В 1897 году «Фермопилы» продан Португалии (переименован в «Pedro Nunes») и использовался как мореходное учебное судно.
В 1907 году по причине износа корпуса клипер был списан. Португальские ВМС не стали продавать на слом знаменитый корабль: была организована церемония захоронения. В присутствии королевы Португалии, перед строем боевых кораблей португальского военно-морского флота, под звуки похоронного марша Шопена и государственного гимна, «Фермопилы» с морскими почестями был торжественно торпедирован и захоронен на рейде.
В 2003 году останки клипера «Фермопилы» были найдены на глубине 30 метров вблизи Лиссабона.